# Joudreville
Joudreville ist eine französische Gemeinde mit 1.108 Einwohnern (Stand: 1. Januar 2022) im Département Meurthe-et-Moselle in der Region Grand Est (vor 2016: Lothringen). Die Gemeinde gehört zum Arrondissement Val-de-Briey und ist Mitglied im Gemeindeverband Communauté de communes Cœur du Pays-Haut. Die Bewohner werden Joudrevillois und Joudrevilloises genannt.

## Geographie
Joudreville liegt im nördlichen Teil des Départements an der Grenze zum benachbarten Département Meuse, etwa 50 Kilometer südwestlich von Luxemburg und 25 Kilometer westlich von Thionville. Umgeben wird Joudreville von den Nachbargemeinden Piennes im Norden, Norroy-le-Sec im Osten und Südosten, Affléville im Süden sowie Bouligny (Département Meuse) im Westen.

## Bevölkerungsentwicklung
| Jahr                       | 1962 | 1968 | 1975 | 1982 | 1990 | 1999 | 2006 | 2019 |
| -------------------------- | ---- | ---- | ---- | ---- | ---- | ---- | ---- | ---- |
| Einwohner                  | 2247 | 1883 | 1716 | 1247 | 1066 | 1069 | 1194 | 1137 |
| Quellen: Cassini und INSEE |      |      |      |      |      |      |      |      |

## Sehenswürdigkeiten
- Pfarrkirche Saints-Pierre-et-Paul aus dem 16. Jahrhundert
- Schloss Joudreville aus dem 17. Jahrhundert

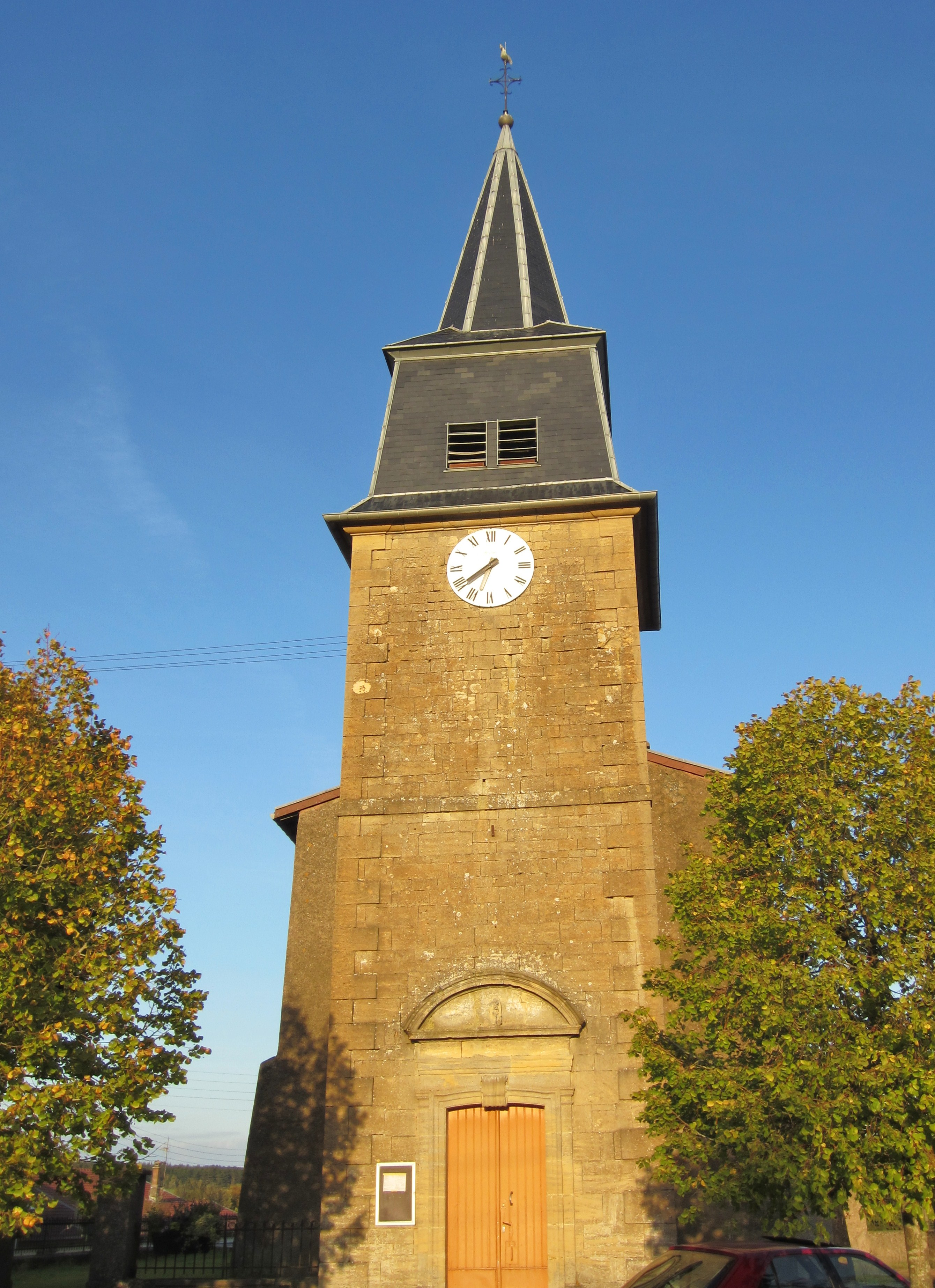
Pfarrkirche Saints-Pierre-et-Paul
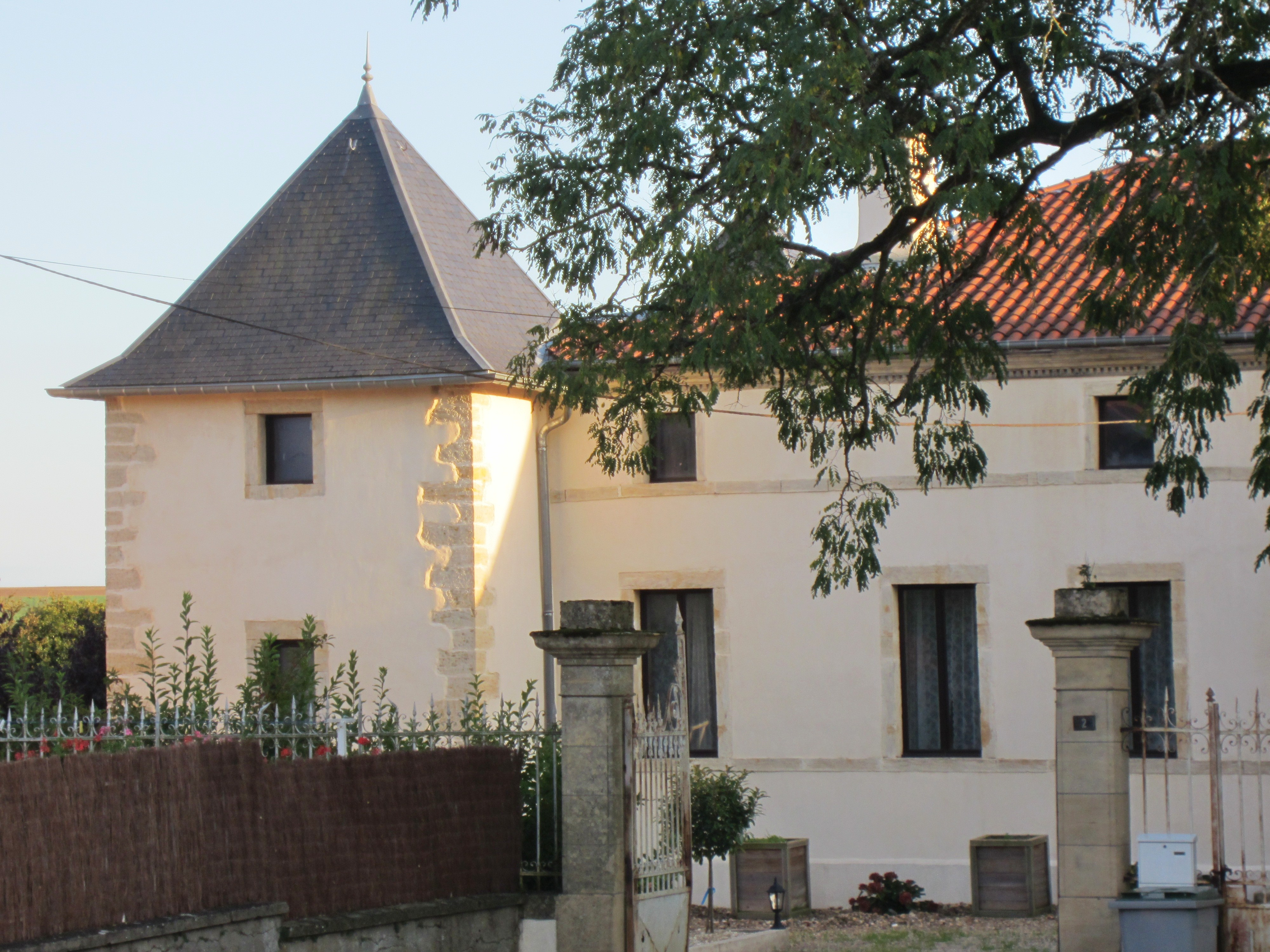
Schloss Joudreville

## Persönlichkeiten
- René Pleimelding (1925–1998), französischer Fußballspieler und -trainer, geboren in Joudreville
- Wladislaw Kowalski (1927–2007), französischer Fußballspieler und -trainer, geboren in Joudreville
- Franz Jahsnowsky (1930–2018), deutscher Dolmetscher und Funktionär im diplomatischen Dienst der Deutschen Demokratischen Republik (DDR), geboren in Joudreville